# Aplatyphylax
Aplatyphylax är ett släkte av nattsländor. Aplatyphylax ingår i familjen husmasknattsländor.
Kladogram enligt Catalogue of Life:
| Aplatyphylax | \| \| Aplatyphylax cristatus \| \| \| \| \| \| Aplatyphylax erectus \| \| \| \| \| \| Aplatyphylax eupalinos \| \| \| \| \| \| Aplatyphylax mishmicus \| \| \| \| \| \| Aplatyphylax steelae \| \| \| \| \| \| Aplatyphylax terrestris \| \| \| \| |
|              | \| \| Aplatyphylax cristatus \| \| \| \| \| \| Aplatyphylax erectus \| \| \| \| \| \| Aplatyphylax eupalinos \| \| \| \| \| \| Aplatyphylax mishmicus \| \| \| \| \| \| Aplatyphylax steelae \| \| \| \| \| \| Aplatyphylax terrestris \| \| \| \| |
|              | Aplatyphylax cristatus |
|              | |
|              | Aplatyphylax erectus |
|              | |
|              | Aplatyphylax eupalinos |
|              | |
|              | Aplatyphylax mishmicus |
|              | |
|              | Aplatyphylax steelae |
|              | |
|              | Aplatyphylax terrestris |
|              | |